# Реттенбах-ам-Аюрберг
Реттенбах-ам-Аюрберг (нім. Rettenbach am Auerberg) — громада в Німеччині, знаходиться в землі Баварія. Підпорядковується адміністративному округу Швабія. Входить до складу району Остальгой. Складова частина об'єднання громад Штеттен-ам-Аюрберг.
Площа — 12,92 км2. Населення становить 922 ос. (станом на 31 грудня 2020).

## Галерея

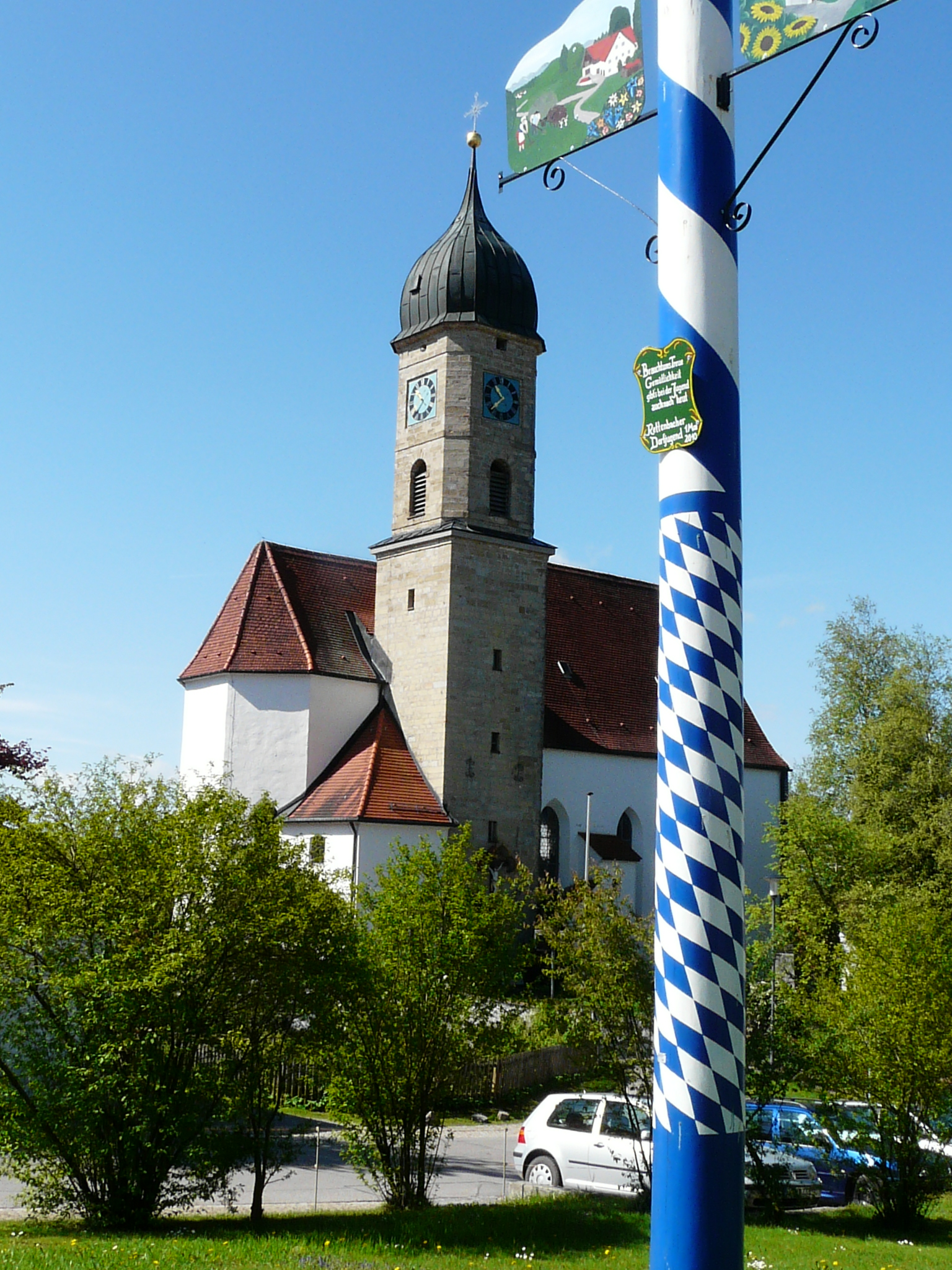